# Station Tostedt
Station Tostedt (Bahnhof Tostedt) is een spoorwegstation in de Duitse plaats Tostedt, in de deelstaat Nedersaksen. Het station ligt aan de spoorlijn Wanne-Eickel - Hamburg, de lijn naar Wilstedt wordt tot Zeven alleen gebruikt door goederentreinen. Op het station stoppen alleen treinen van metronom. Het station telt drie perronsporen, waarvan twee aan een eilandperron.

## Treinverbindingen
De volgende treinseries doen station Tostedt aan:
| Serie | Treinsoort                  | Route                                                                                           | Bijzonderheden |
| ----- | --------------------------- | ----------------------------------------------------------------------------------------------- | -------------- |
| RE 4  | Regional-Express (metronom) | Bremen Hbf – Rotenburg (Wümme) – Tostedt – Buchholz (Nordheide) – Hamburg-Harburg – Hamburg Hbf |                |
| RB 41 | Regionalbahn (metronom)     | Hamburg Hbf – Hamburg-Harburg – Buchholz (Nordheide) – Tostedt – Rotenburg (Wümme) – Bremen Hbf |                |